# Dell
Dell (NASDAQ: DELL
) és una companyia multinacional dels Estats Units establerta a Round Rock (Texas) que desenvolupa, fabrica, ven i dona suport a ordinadors personals, servidors, programes informàtics i altres productes relacionats amb la tecnologia.
La corporació va créixer durant els 80 i 90 per convertir-se durant diversos anys en els venedors de PC i de servidors més grans del món. El 2008 van ocupar la segona posició després de Hewlett Packard Company.
Durant el 2006, la revista Fortune va considerar a Dell com la vint-i-cinquena empresa més gran del món en la llista Fortune 500 i la vuitena en la seva llista TOP 20 de les companyies més admirades dels Estats Units. Durant 2007, Dell es va ubicar en la posició 34 i 8 respectivament en les llistes equivalents per aquest any.
Una publicació del 2006 va identificar Dell com una de les 38 companyies amb rendiment més alt en el S&P500 que ha tingut èxit sobre el mercat en els últims 15 anys.

## Història
L'any 1984, quan Michael Dell era un estudiant de la Universitat de Texas a Austin, va fundar la companyia amb el nom de PC Limited amb un capital de 1000 dòlars.
Té una filial anomenada Alienware que es dedica a crear ordinadors d'alt rendiment, tant de taula com portàtils, especialitzats en una gran qualitat a l'hora de jugar a videojocs.